# (8229) Kozelský
(8229) Kozelský – planetoida z pasa głównego asteroid okrążająca Słońce w ciągu 5,43 lat w średniej odległości 3,09 au. Została odkryta 28 grudnia 1996 roku. Przed nadaniem nazwy planetoida nosiła oznaczenie tymczasowe (8229) 1996 YU2.